# 미국 합동태풍경보센터
합동태풍경보센터(Joint Typhoon Warning Center, 약자: JTWC)는 하와이주 진주만의 해군해양기상센터(Naval Maritime Forecast Center)에 있는 미국 해군과 미국 공군의 전략 합동 기관이다.
여러 대의 기상 위성과 센서, 레이더, 기상 예측 모델을 이용하여 태평양과 북인도양 등에서 발생하는 열대 저기압의 활동을 감시 및 분석, 예보한다.

## 활동
합동태풍경보센터는 세계 기상 기구(WMO)의 열대저기압 이름 명명과 열대저기압 강도에 대한 지침을 따르고 있지만, 풍속에 대하여 10분 간격으로 측정할 것을 권고하는 WMO의 규정 대신, 1분 단위로 측정하는 미국의 규정을 따르고 있다.(사피어-심프슨 허리케인 등급 참조) 합동태풍경보센터는 미국 해군과 미국 연방 정부에 열대저기압 정보의 정확한 제공이 원래 목적이기 때문에, WMO의 지역특별기상센터(RSMC)와 태풍경보센터(TCWC)에 속하지 않는다.
원래 합동태풍경보센터는 1999년까지 북서 태평양의 태풍 이름을 명명하였으나, 2000년부터 아시아 태풍 위원회가 태풍 명명 방식을 태평양 인근 국가의 고유한 이름으로 변경하여 이 위원회에서 정한 태풍 이름을 사용하고 있다.

### 열대요란의 구분
합동태풍경보센터에서는 열대저기압으로 발달하기 이전의 열대요란을 다음과 같이 구분한다.
- LOW : 24시간 이내에 열대저기압으로 발달할 조건을 갖추지 못한 초기 대류 및 수렴대를 가리킨다.
- MEDIUM : 열대저기압으로의 발달이 시작되지는 않았으나, 24시간 이후 열대저기압으로 발달할 조건을 갖춘 열대요란을 가리킨다.
- HIGH : 24시간 이내에 열대 저기압 생성 경보(TCFA, Tropical Cyclone Formation Alert)를 발표하며, 24시간 내에 열대성 소용돌이(열대 저기압)으로 발달할 가능성이 있는 열대요란을 가리킨다.

## 같이 보기
- 지역특별기상센터(RSMC)
- 대한민국 기상청 국가태풍센터

## 참고
1. ↑  Annual Tropical Cyclone Report 2015 (PDF) (보고서) (영어). 하와이 주, 진주만: 합동태풍경보센터. 2015. 5쪽. 2016년 3월 4일에 원본 문서 (PDF)에서 보존된 문서. 2016년 3월 10일에 확인함.